# Expedició 31
L'Expedició 31 va ser la 31a estada de llarga durada a l'Estació Espacial Internacional (ISS). Va començar el 27 d'abril de 2012 amb la partida de l'ISS de la nau Soiuz TMA-22, que va enviar de tornada l'Expedició 30 a la Terra. L'expedició va finalitzar l'1 de juliol de 2012, quan els tripulants Oleg Kononenko, André Kuipers i Don Pettit va partir de l'ISS a bord del Soiuz TMA-03M, marcant l'inici de l'Expedició 32.

## Tripulació
| Posició           | Primera part (Abril de 2012 a maig de 2012) | Segona part (Maig de 2012 a juliol de 2012) |
| ----------------- | ------------------------------------------- | ------------------------------------------- |
| Comandant         | Oleg Kononenko, RSA Segon vol espacial      | Oleg Kononenko, RSA Segon vol espacial      |
| Enginyer de Vol 1 | André Kuipers, ESA Segon vol espacial       | André Kuipers, ESA Segon vol espacial       |
| Enginyer de Vol 2 | Don Pettit, NASA Tercer vol espacial        | Don Pettit, NASA Tercer vol espacial        |
| Enginyer de Vol 3 |                                             | Joseph M. Acaba, NASA Segon vol espacial    |
| Enginyer de Vol 4 |                                             | Guennadi Pàdalka, RSA Quart vol espacial    |
| Enginyer de Vol 5 |                                             | Serguei Revin, RSA Primer vol espacial      |

FontNASA

## Fets destacats

### Partida de la Soiuz TMA-22
L'Expedició 31 va començar formalment el 27 d'abril de 2012, amb la partida de l'ISS de la nau Soiuz TMA-22. La Soiuz TMA-22 va tornar amb èxit els astronautes de l'Expedició 30 Dan Burbank, Anton Shkaplerov i Anatoli Ivanixin cap a la Terra. L'ISS es va deixar sota el comandament dels astronautes Kononenko, Kuipers i Pettit, que van arribar a l'estació a bord de la Soiuz TMA-03M el 23 de desembre de 2011.

### Arribada de la Soiuz TMA-04M
Els tres últims tripulants de l'Expedició 31, Acaba, Pàdalka i Revin, van arribar a l'ISS a bord de la Soiuz TMA-04M, que va ser llançada el 15 de maig de 2012, i es va acoblar a l'ISS el 17 de maig a les 4:36 UTC.

### Missió de proves de SpaceX
La nau espacial no tripulada Dragon de SpaceX va realitzar un encontre de proves amb l'ISS durant l'Expedició 31, com a part del programa Commercial Orbital Transportation Services de la NASA; va ser la primera nau espacial comercial en fer un encontre amb l'ISS. Després d'una sèrie de retards, la Dragon va ser llançada el 22 de maig de 2012, i va atracar amb èxit a l'ISS el 25 de maig, després de conduir una sèrie de proves de maniobres orbitals. La Dragon va transportar uns 544 quilograms de càrrega a l'ISS, incloent menjar, roba, un ordinador portàtil i 15 experiments d'estudiants. Després de ser carregat amb 660 quilograms de càrrega de massa total, incloent experiments finalitzats i equip redundant, va ser desacoblat de l'estació i va tornar a la Terra el 31 de maig de 2012. La Dragon va aterrar intacte a l'oceà Pacífic i es va recuperar amb èxit, permetent a SpaceX començar els vols regular de subministrament a l'ISS. La primera missió logística, la CRS SpX-1, va ser llançada amb èxit a l'octubre de 2012.

### Partida de la Soiuz TMA-03M
La Soiuz TMA-03M va partir de l'ISS l'1 de juliol de 2012, amb el retorn amb èxit de Kononenko, Kuipers i de Pettit cap a la Terra. La seva partida va marcar el final formal de l'Expedició 31, i l'inici de l'Expedició 32.

## En la cultura
En l'episodi en el 2012 de "The Friendship Contraction" de The Big Bang Theory, el personatge Howard Wolowitz va revelar que seria un membre d'una Expedició 31 fictícia.

## Galeria

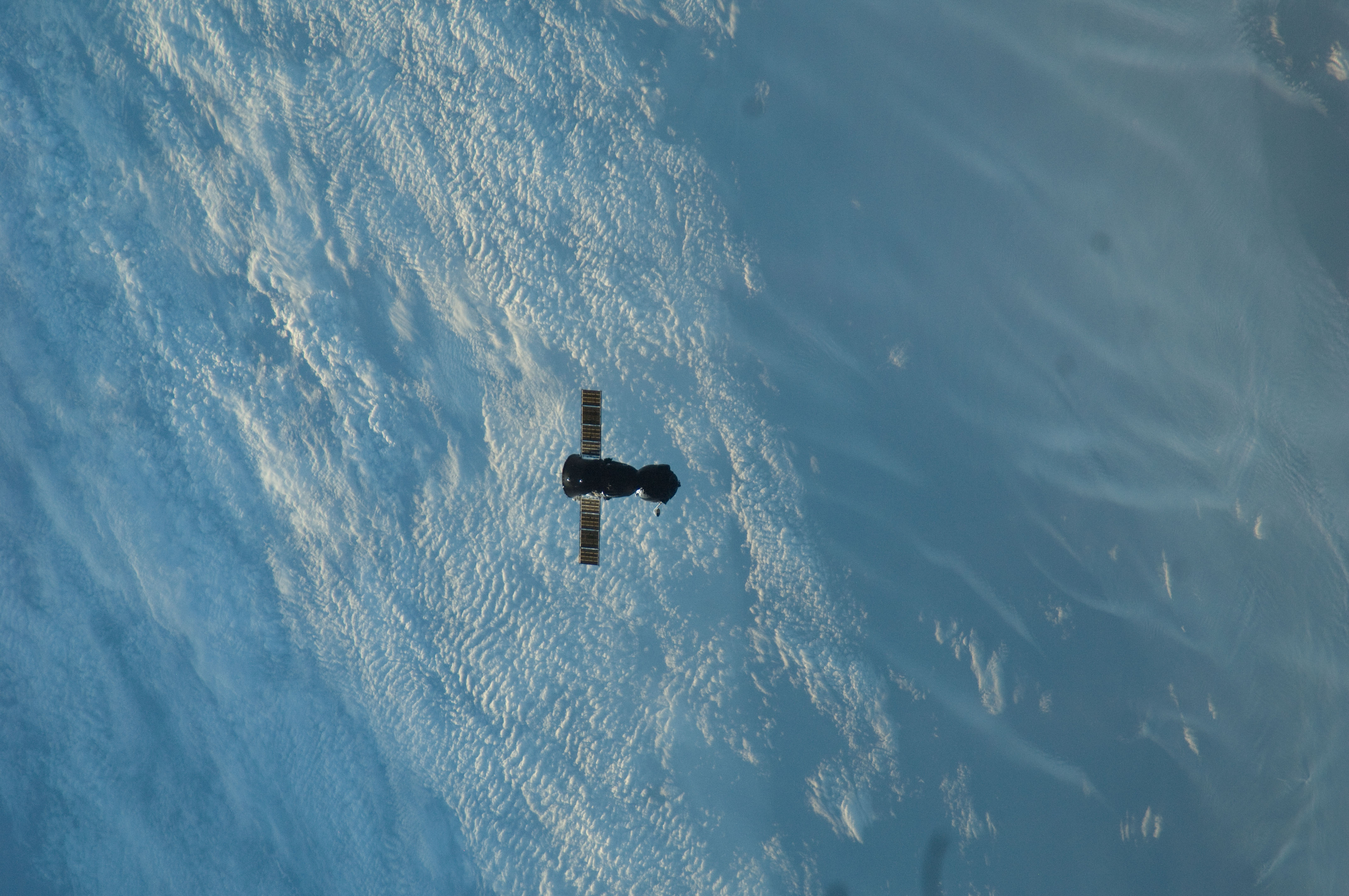
La Soiuz TMA-22 parteix de l'ISS el 27 d'abril de 2012, marcant l'inici de l'Expedició 31.
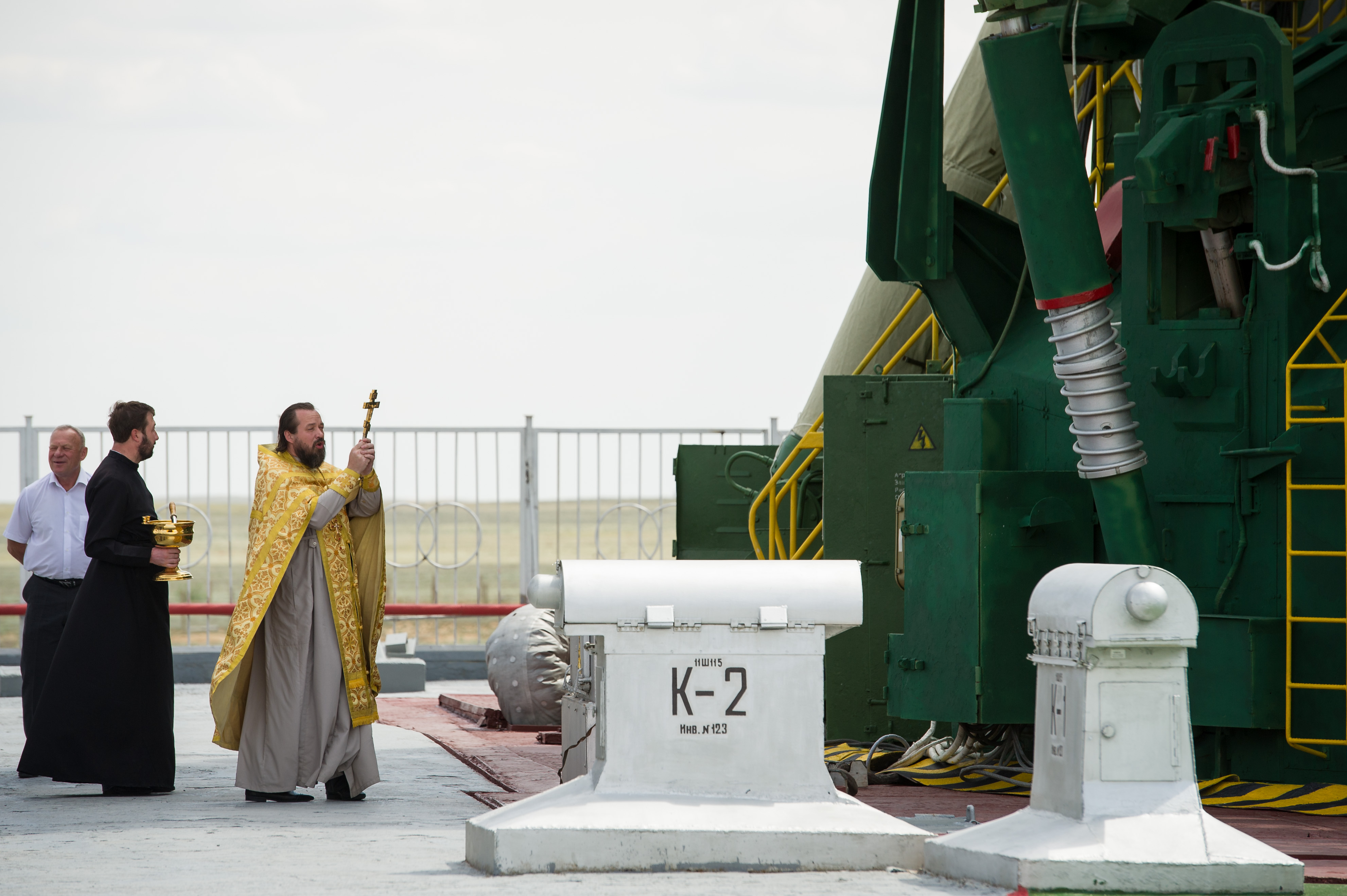
Un sacerdot ortodox beneeix el coet Soiuz en el 14 de maig de 2012.
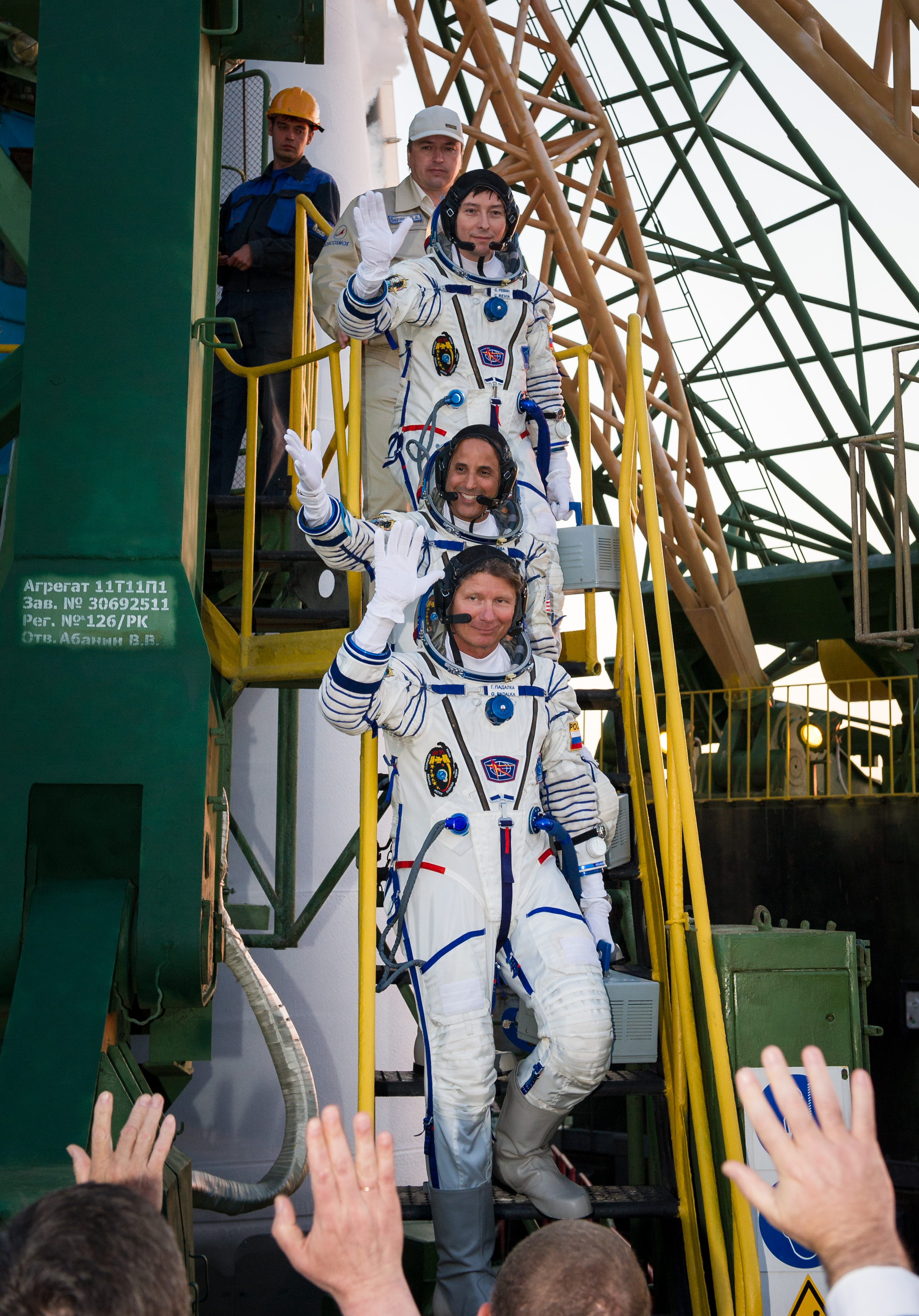
Els tripulants de l'Expedició 31 s'acomiaden abans de la posada en marxa el 15 de maig de 2012.
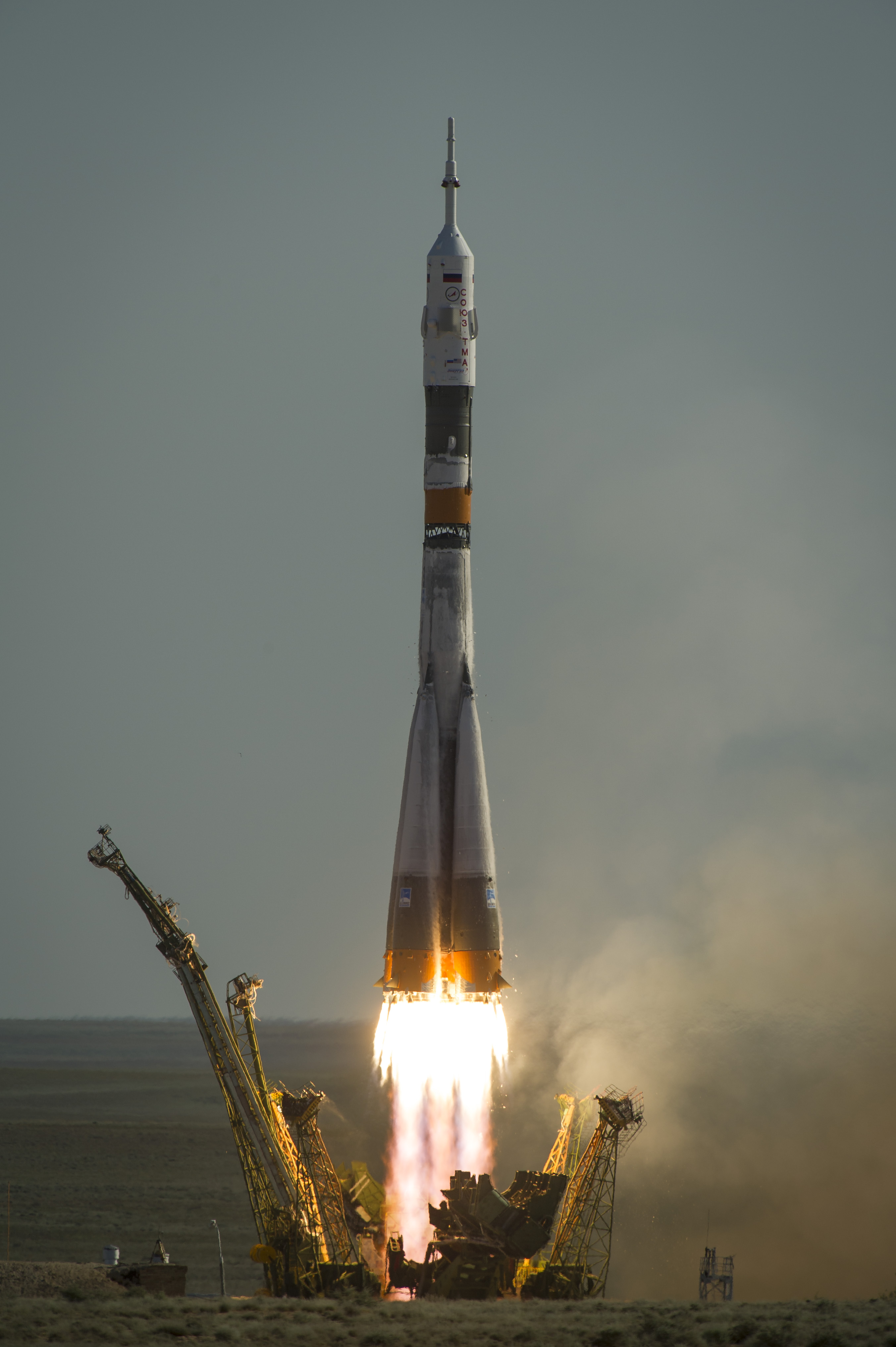
El llançament de la Soiuz TMA-04M el 15 de maig de 2012.
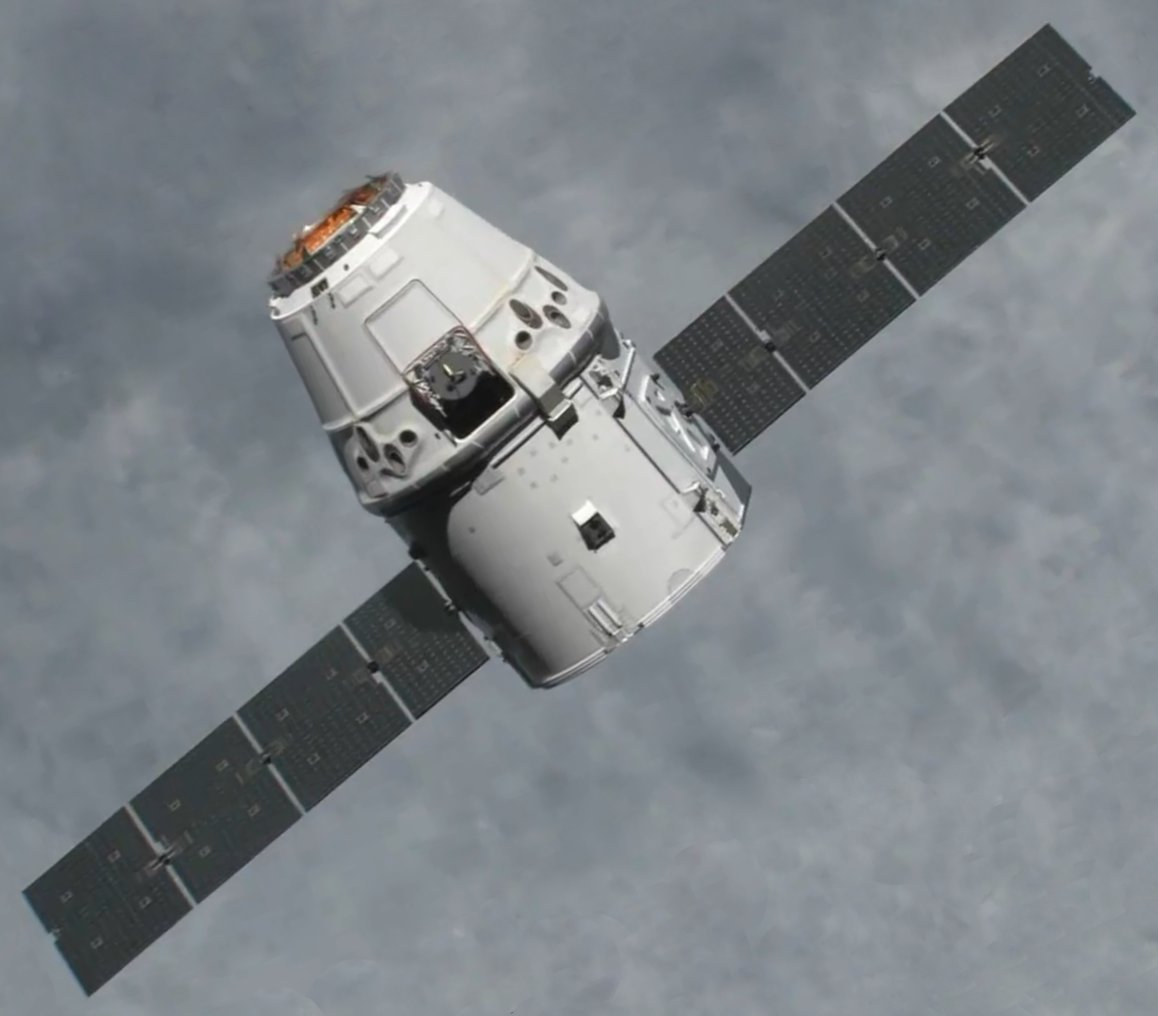
La nau espacial no tripulada Dragon de SpaceX s'aproxima a l'ISS el 25 de maig de 2012.
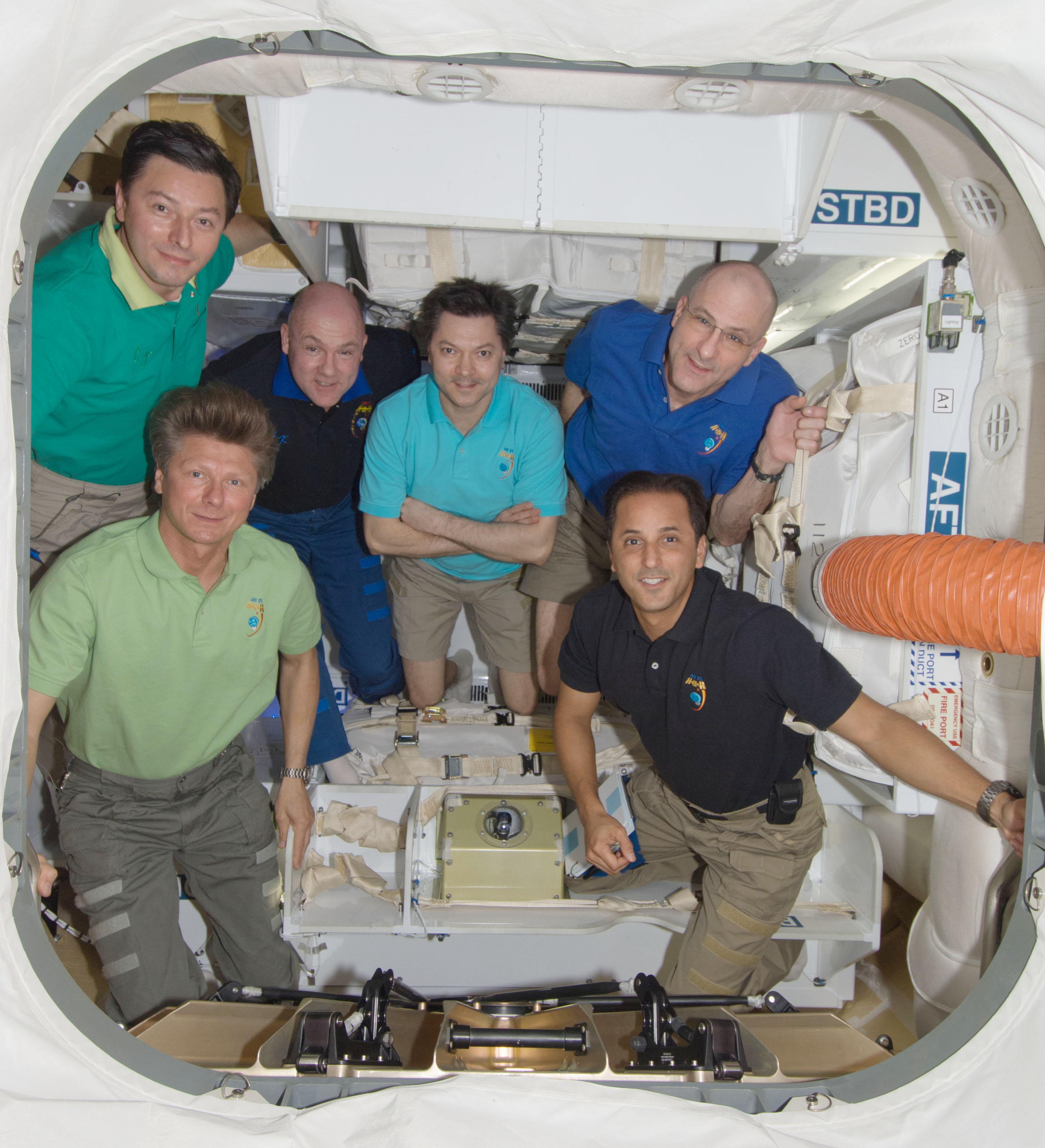
L'Expedició 31 es presenta a l'interior de la càpsula Dragon acoblada el 29 de maig de 2012.